# 17908 Кріскую
17908 Кріскую (17908 Chriskuyu) — астероїд головного поясу, відкритий 19 березня 1999 року.
Тіссеранів параметр щодо Юпітера — 3,539.